# Piore Ridge
Piore Ridge är en bergstopp i Antarktis. Den ligger i Östantarktis. Nya Zeeland gör anspråk på området. Toppen på Piore Ridge är 2 422 meter över havet, eller 13 meter över den omgivande terrängen. Bredden vid basen är 0,38 km.
Terrängen runt Piore Ridge är huvudsakligen bergig, men söderut är den kuperad. Trakten är obefolkad. Det finns inga samhällen i närheten. 